# Ekonomska podloga hrvatskog pitanja
Knjiga Ekonomska podloga hrvatskoga pitanja djelo je Rudolfa Bićanića, hrvatskog ekonomista, sociologa i političara, koje opisuje ekonomski položaj Hrvata i drugih stanovnika "prečanskih" krajeva u Kraljevini Jugoslaviji. Autor iznošenjem i analizom niza (državnih) statističkih podataka ukazuje na ekonomsko izrabljivanje provođeno koje je provodila središnja vlast u Beogradu te opisuje mehanizme pomoću kojih je isto provođeno.

## Sadržaj
Sadržaj Ekonomske podloge hrvatskoga pitanja strukturiran je u 25 poglavlja, od čega su dva uvodna, a ostatak je raspodijeljen na tri djela.
Uvodni dio bavi se utvrđivanjem demografske strukture prve Jugoslavije i ekonomskog proizvoda pojedinih dijelova.
Prvi dio je prikaz zatečene situacija kraha dvojne monarhije te ekonomska politika novonastale države kojom je pod motom poratne obnove Srbije započelo ekonomsko iskorištavanje "prečanskih krajeva".
U drugi dijelu knjige Bićanić analizira tada postojeće metode uspotrebljavane za transfer ekonomskog proizvoda u Beograd i užu Srbiju državne investicije i porezna politika, državne željeznice, državne banke, državni monopoli, vojska) te upozorava na nesrazmjernu zastupljenost Srba iz uže Srbije u svim državnim institucijama.
Treći (najkraći) dio sumira prethodno opisano stanje i donosi razmišljanja o budućem položaju Hrvata u tadašnjoj državi.

## Glavne teze
U kraljevini Jugoslaviji "prečanski" krajevi se pomoću državnog aparata ekonomski iskorištavaju (npr. samo se 53,4% poreza ubranog u tadašnjoj Savskoj banovini utroši na području Savske banovine).
Sve glavne i većinu činovničkih položaja u državnim bankama, monopolima i ostalim poduzećima, državnoj administraciji, vojsci i žandarmeriji drže Srbi i trend je povećanja njihova udjela.
Ekonomsko iskorištavanje se vrši u korist isprepletene beogradske političke i gospodarske elite i Srba iz središnje Srbije iako čine samo 23% stanovništva. Ekonomsko iskorištavanje se vrši i nad prečanskim Srbima u Hrvatskoj, Bosni i Vojvodini koji čine 19,5% stanovništva. Iako im vlast daje razne povlastice nad Hrvatima, njihovi ekonomski interesi su dugoročno sukladni onima Hrvata.
Porezni teret na hrvatskim područjima je drastično povećan u odnosu na zatečen krajem dvojne monarhije. Istodobno državni aparat zanemaruje ulaganja u sve od prometnica do obrazovanja i sudstva. Jedino na što se troši (dvostruko) više je žandarmerija.
Državnom intervencijom općenito se guši gospodarski život u hrvatskim područjima, no najgora situacija je direktno vezano za državno uništavanje stočarstva, politiku državnih duhanskih monopola i sl. na selu, sa siromašnijim područjima Dalmacije i Hercegovine na rubu gladi.
Postojeća situacija u Jugoslaviji nije održiva.

## Značaj
Ekonomska podloga hrvatskoga pitanja kao najpoznatije Bićanićevo djelo nastala je za njegova rada u Zavodu za proučavanje seljačkog i narodnog gospodarstva, koji se može smatrati prednikom Instituta za društvena istraživanja Sveučilišta u Zagrebu (IDIS) ↓1 i tada sastavnog dijela "gospodarske komponente HSS-a" - organizacije za uzajamnu pomoć Gospodarska sloga na čijem je on čelu. Bićanićevo djelo nije samo prikaz tadašnjih gospodarskih i društvenih prilika u Kraljevini Jugoslaviji, već djelo od velikog političkog značenja. Naposljetku, Bićanić je između ostaloga i koautor tadašnjeg gospodarskog i socijalnog programa HSS-a.

## Izdanja
Ekonomska podloga hrvatskoga pitanja prvi puta je objavljena 1938. godine te odmah nakon objave i zabranjena. Drugo izdanje izvršeno je, u već drugačijim političkim okolnostima, 1939. godine, ovaj puta s predgovorom Bićanićeva suradnika i vođe HSS-a Vladka Mačeka.
Usprkos nezanemarivom utjecaju i očitim poveznicama s ekonomskom politikom koja je bila provođena u drugoj Jugoslaviji, treće izdanje pričekalo je 1995. godinu,  četvrto i posljednje je izvršeno 2004. godine kada Bićanićevo djelo postaje prva knjiga biblioteke Hrvatska ekonomska misao.